# Onthophagus declivicollis
Onthophagus declivicollis är en skalbaggsart som beskrevs av D'orbigny 1902. Onthophagus declivicollis ingår i släktet Onthophagus och familjen bladhorningar. Inga underarter finns listade i Catalogue of Life.